# Відкритий судовий процес
Відкритий судовий процес або публічний судовий процес — судовий процес, який відкрий для громадськості. При такому судовому процесі засідання проводяться відкрито з наданням можливості зацікавленим громадянам бути присутніми в залі засідання та стежити за ходом судового розгляду. Конспектування та стенографування дозволяються, проте відео та фото зйомка провадяться тільки з дозволу суду та учасників процесу.

## США
Шоста поправка до Конституції США встановлює право обвинуваченого на публічний розгляд.